# Joker: Folie à Deux
Joker: Folie à Deux er en amerikansk film fra 2024 af Todd Phillips. Det er efterfølgeren til den succesfulde film Joker (2019).
Filmen blev generelt dårligt modtaget.

## Medvirkende
- Joaquin Phoenix som Jokeren
- Lady Gaga som Harley Quinn
- Brendan Gleeson som Jackie Sullivan
- Catherine Keener som Maryanne Stewart
- Zazie Beetz som Sophie Dumond
- Steve Coogan som Paddy Meyers
- Harry Lawtey som Harvey Dent